# Miloud Oukili
Miloud Oukili, né en 1972 en Algérie, est un artiste clown français. Diplômé de l'école des arts du cirque d'Annie Fratellini, il organise ensuite des spectacles en Roumanie. Il donne des représentations dans des hôpitaux et orphelinats avec Handicap International, et auprès de jeunes marginaux avec la fondation Parada qu'il crée. Il reçoit plusieurs prix pour son engagement auprès des enfants, dont le Prix Unicef « De la part des enfants » en 1999. Son action inspire notamment le film Pa-ra-da et un roman policier jeune.

## Biographie
Né en Algérie en 1972, de mère française et de père algérien, il déménage rapidement à Paris. Il vit dans la banlieue parisienne, où il découvre la vie des enfants de rue, même s'il ne la partage pas. À 17 ans, il a du succès en tant que mannequin ; mais son rêve est de devenir clown.
Après avoir obtenu son diplôme de l'école des arts du cirque d'Annie Fratellini, il se rend en Roumanie en 1992 où il travaille pour l'association « Handicap International » comme animateur dans des hôpitaux, orphelinats et centres de personnes ayant un handicap. À Bucarest, il organise des spectacles de rue dans la ville et crée la Fundatia Parada, une fondation destinée à la réhabilitation des enfants et des jeunes marginaux et sans domicile dans la ville,.

## Reconnaissance
Pour son engagement dans la défense des droits de l'enfance, Miloud Oukili a reçu de nombreux prix, parmi lesquels le Prix Unicef « De la part des enfants » en 1999, le prix Artusi en 2000, attribué par la ville de Forlimpopoli, le Prix Européen Albert Schweitzer, reçu à Gunsbach, en France, le Prix de la Fondation pour l'Enfance (Paris) en 2001, pour le travail réalisé à Bucarest, et le Prix Rotondi, section « Anges de notre époque » en 2006, a Sassocorvaro.
Le 20 avril 2007, il reçoit le titre Honoris causa en pédagogie de l'Université de Bologne, aux côtés de Patch Adams.
Parmi les personnalités rencontrées par Miloud Oukili se trouvent le Pape Jean-Paul II (1999), l'ex-Premier Ministre français Lionel Jospin, en visite à Bucarest en 2001, et l'Abbé Pierre, qui a visité les structures de la Fondation PARADA en 2001.[réf. nécessaire]
Le film Pa-ra-da de Marco Pontecorvo, présenté à la Biennale de Venise 2008, est consacré à l'activité de Miloud. De même, le roman policier jeunes La banda del mondo di sotto (en français, la Bande du monde d'en-dessous) écrit par Paola Dalmasso, est inspiré des péripéties vécues par Miloud Oukili.[réf. nécessaire]